# Dickinson (Texas)
Pour les articles homonymes, voir Dickinson.
La ville de Dickinson est située dans le comté de Galveston, dans l’État du Texas, aux États-Unis. Sa population s’élevait à 20 847 habitants lors du recensement de 2020, estimée à 20 881 habitants en 2018.

## Histoire
Dickinson a été incorporée en 1977.
En août 2017, Dickinson a été ravagée par l’ouragan Harvey.

## Source
- (en) Cet article est partiellement ou en totalité issu de l’article de Wikipédia en anglais intitulé « Dickinson, Texas » (voir la liste des auteurs).

1. ↑  « Profile of General Population and Housing Characteristics: 2010 Demographic Profile Data (DP-1): Dickinson city, Texas », U.S. Census Bureau, American Factfinder (version du 11 septembre 2013 sur Internet Archive)
2. ↑  « Population and Housing Unit Estimates » (consulté le 9 juin 2017)
3. ↑  U.S. Decennial Census
4. ↑  
Texas Almanac: City Population History 1850-2000
5. ↑  
Texas Almanac: County Population History 1850-2010 Retrieved June 16, 2014